# Kralan

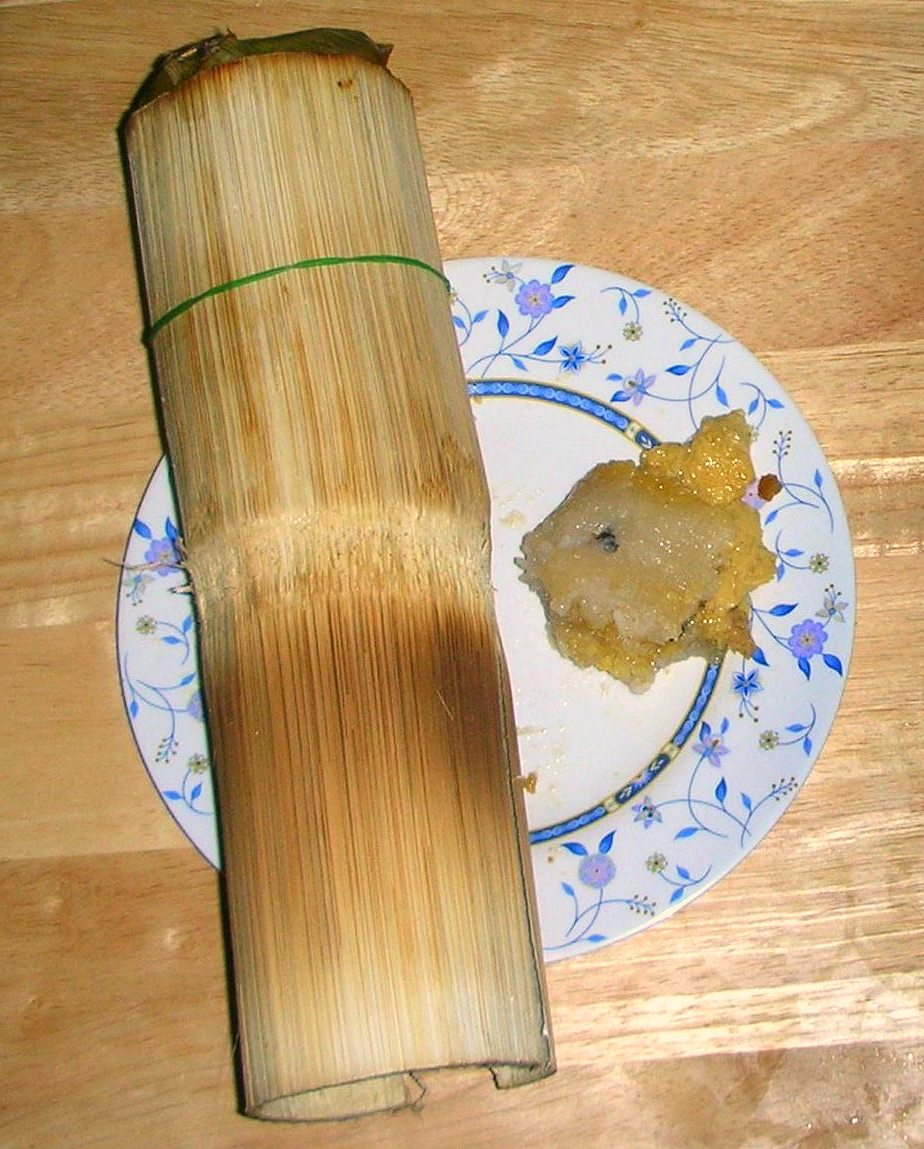
Khao lam với kem cốt dừa

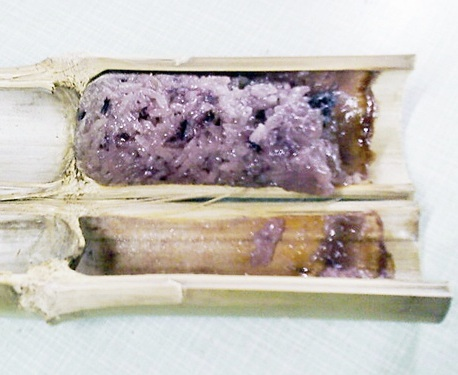
Khao lam

Kralan (tiếng Khmer: ក្រឡាន) hoặc Khao lam (tiếng Thái: ข้าวหลาม, tiếng Lào: ເຂົ້າ ຫລາມ) là một món cơm lam Đông Nam Á làm bằng gạo nếp với đậu đỏ, đường, dừa nạo nước cốt dừa nướng trong ống tre có đường kính và độ dài khác nhau. Món này có thể được chế biến với nếp trắng hay nếp than. Đôi khi được mô tả như là một loại "bánh".
Ở Campuchia, kralan thường được làm và ăn vào dịp Tết Trung Quốc và Lễ hội Chol Chnam Thmay. Làng Thma Krae ở Kratié (tỉnh) nổi tiếng với món Kralan ngon.